# Trzeci gabinet Stanleya Bruce’a
Trzeci gabinet Stanleya Bruce’a (ang. Third Bruce Ministry) – dziewiętnasty gabinet federalny Australii, urzędujący od 29 listopada 1928 do 22 października 1929. Podobnie jak dwa poprzednie gabinety Bruce’a, miał charakter koalicyjny. Tworzyły go Nacjonalistyczna Partia Australii (NPA), kierowana przez premiera, oraz Partia Wiejska (CPA), której liderem był Earle Page.
Gabinet powstał po wyborach w 1928, w których najwięcej mandatów w Izbie Reprezentantów uzyskała wprawdzie Australijska Partia Pracy (ALP), jednak po zsumowaniu mandatów NPA i CP koalicja nadal dysponowała bezwzględną większością. Urzędował do przedterminowych wyborów w 1929, w których ALP zyskała zdecydowaną przewagę w Izbie i utworzyła gabinet Jamesa Scullina.

## Skład
| stanowisko                                                                                | członek gabinetu    | partia | od                | do                   |
| ----------------------------------------------------------------------------------------- | ------------------- | ------ | ----------------- | -------------------- |
| premier                                                                                   | Stanley Bruce       | NPA    | 29 listopada 1928 | 22 października 1929 |
| minister spraw zagranicznych                                                              | Stanley Bruce       | NPA    | 29 listopada 1928 | 22 października 1929 |
| minister skarbu                                                                           | Earle Page          | CP     | 29 listopada 1928 | 22 października 1929 |
| wiceprzewodniczący Federalnej Rady Wykonawczej                                            | George Pearce       | NPA    | 29 listopada 1928 | 22 października 1929 |
| minister poczty                                                                           | William Gibson      | CP     | 29 listopada 1928 | 22 października 1929 |
| minister robót publicznych i kolei                                                        | William Gibson      | CP     | 10 grudnia 1928   | 22 października 1929 |
| minister zdrowia                                                                          | Neville Howse       | NPA    | 29 listopada 1928 | 22 października 1929 |
| prokurator generalny                                                                      | John Latham         | NPA    | 29 listopada 1928 | 22 października 1929 |
| minister przemysłu                                                                        | John Latham         | NPA    | 10 grudnia 1928   | 22 października 1929 |
| minister rynków                                                                           | Thomas Paterson     | CP     | 29 listopada 1928 | 22 października 1929 |
| minister transportu                                                                       | Thomas Paterson     | CP     | 10 grudnia 1928   | 22 października 1929 |
| minister spraw wewnętrznych i terytoriów (od 10 grudnia 1928 minister spraw wewnętrznych) | Aubrey Abbott       | CP     | 29 listopada 1928 | 22 października 1929 |
| minister handlu i ceł                                                                     | Henry Gullett       | NPA    | 29 listopada 1928 | 22 października 1929 |
| ministrowie bez teki                                                                      | Alexander McLachlan | NPA    | 29 listopada 1928 | 22 października 1929 |
| ministrowie bez teki                                                                      | Charles Marr        | NPA    | 29 listopada 1928 | 22 października 1929 |
| ministrowie bez teki                                                                      | James Ogden         | NPA    | 29 listopada 1928 | 22 października 1929 |